# ウェディング・クラッシャーズ
『ウェディング・クラッシャーズ』（Wedding Crashers）は、2005年制作のデヴィッド・ドブキン監督のロマンティック・コメディ。
テレビ東京の午後のロードショーでは、『ウエディング・クラッシャーズ 結婚式でハメハメ』というサブタイトル付きで放送された。

## ストーリー
ジョン（オーウェン・ウィルソン）とジェレミー（ヴィンス・ヴォーン）は、毎年ウェディングシーズンになると、他人の結婚式に親族になりすまして乱入し、出席者の若い女性を軟派しワンナイトラブを楽しむ「ウェディング・クラッシャーズ」だった。
ある日二人は、財務長官ウィリアム（クリストファー・ウォーケン）の娘の挙式に侵入し、いつもの手で女性を口説こうとする。しかしジョンは婚約者のいる次女クレア（レイチェル・マクアダムス）を本気で好きになってしまう。一方ジェレミーは、三女グロリア（アイラ・フィッシャー）を遊びのつもりで抱いたが、「初体験だった」と告白され彼女に付きまとわれてしまう。
本気で恋に落ちたジョンをジェレミーは諫めるが、見ず知らずの自分たちを受け入れてくれるウィリアム一家と接するうちに、2人は次第に今までの軟派な人生に疑問を持ち始める。

## キャスト
※括弧内は日本語吹替
- ジョン・ベックウィズ - オーウェン・ウィルソン（森川智之）
- ジェレミー・グレイ - ヴィンス・ヴォーン（小山力也）
- ウィリアム・クリアリー - クリストファー・ウォーケン（江原正士）
- クレア・クリアリー - レイチェル・マクアダムス（甲斐田裕子）
- グロリア・クリアリー - アイラ・フィッシャー（矢島晶子）
- キャサリーン・クリアリ－ - ジェーン・シーモア（日野由利加）
- メアリー・クリアリー - エレン・アルベルティーニ・ダウ（定岡小百合）
- トッド・クリアリ－ - キーア・オドネル（平川大輔）
- サック・ロッジ - ブラッドリー・クーパー（高瀬右光）
- ランドルフ - ロン・カナダ（古宮吾一）
- オニール神父 - ヘンリー・ギブソン（小形満）
- クルーガー - ドワイト・ヨアカム（遠藤純一）
- クルーガー夫人 - レベッカ・デモーネイ（定岡小百合）
- トラップ - デヴィッド・コンラッド（平川大輔）
- クリスティーナ・クリアリー - ジェニファー・オールデン（堀越知恵）
- クレイグ - ジェフ・スタルツ（遠藤純一）
- ブルネット - レイチェル・スターリング（堀越知恵）
- ヴィヴィアン - ディオラ・ベアード（矢島晶子）
- フランク・マイヤーズ - ネッド・シュミッケ（古宮吾一）
- チャズの母 - キャスリン・ジューステン（定岡小百合）
- チャズ・ラインホルド - ウィル・フェレル（クレジットなし）（遠藤純一）

## 受賞歴
- MTVムービー・アワード（2006年）: 作品賞
- MTVムービー・アワード（2006年）: チーム賞（オーウェン・ウィルソン＆ヴィンス・ヴォーン）
- MTVムービー・アワード（2006年）: 新人賞（アイラ・フィッシャー）
- ティーン・チョイス・アワード（2006年）: 女優賞 (レイチェル・マクアダムス)